# Autoroute espagnole M-40
Pour les articles homonymes, voir M40.
La M-40 aussi appelée Cuarto Cinturón de Madrid est une voie rapide circulaire qui a les caractéristiques autoroutières faisant le tour de l'agglomération de Madrid.
D'une longueur de 63 km environ, elle permet de contourner l'agglomération Madrilène pour desservir au mieux toutes les banlieues et améliorer le transit régional et national. Elle comporte un minimum de deux voies de circulation dans chaque sens.
Elle croise la plupart des autoroutes reliées au réseau espagnol à destinations des différents points cardinaux du pays :
- A-1 : Corridor Nord
- A-2 : Corridor Nord-est
- A-3 : Corridor Est
- A-4 : Corridor Sud
- A-5 : Corridor Sud-ouest
- A-6 : Corridor Nord-ouest

Mais encore les autoroutes locales qui partent de Madrid :
- A-42 : Madrid - Tolède
- R-1 : Autoroute Radiale Nord
- R-2 : Autoroute Radiale Nord-est
- R-3 : Autoroute Radiale Est
- R-5 : Autoroute Radiale Sud-ouest
- M-503 Autovia de  Majadahonda à Villanueva de la Cañada Pozuelo de Alarcón (M-40) - Majadahonda (M-50) - Villanueva de la Cañada
- M-511 Autovía de Madrid à El Bosque Madrid (A-5) - Ventorro del Cano (M-40) - Boadilla del Monte (M-50) - El Bosque (M-501/M-506)
- M-607 Autovía de Colmenar Viejo Madrid (M-30) - M-40 - Tres Cantos - Colmenar Viejo

À l'intérieur de la M-40 prédomine l’habitat collectif alors qu'entre la 2e couronne la M-45 et du 3e couronne M-50, elle correspond à des villes dortoirs et des villes industrielles dont 6 dépassent 100 000 habitants surtout au sud.

## Tracé
Secteur Nord : entre l'A-6 et la A-1
- Zone faiblement urbanisée surtout à l'extérieur du périphérique. Elle part de l'A-6 vers l'est et se connecte au nord-ouest du périphérique pour ensuite croiser la M-607 qui dessert le nord de l'agglomération. Elle contourne l'Université de Madrid par le nord et croise ensuite l'A-1

Secteur Est : entre l'A-1 et l'A-3
- La R-2 se détache du second ring, elle croise ensuite la M-11 qui relie le centre de Madrid à l'Aéroport international de Madrid-Barajas.
- Ensuite se détache la M-12 qui la relie directement au nord de l'agglomération via le Terminal T4 de l'aéroport
- Au nord-ouest de Coslada, la M-40 forme un nœud autoroutier avec la M-21 et la M-14
- Elle croise la M-23 qui prolonge la R-3 au niveau de l'Université polytechnique de Madrid et continue jusqu'à croiser l'A-3.

Secteur Sud : Entre l'A-3 et l'A-5
- C'est un secteur très chargé qui dessert toutes les grandes villes de la banlieue sud de Madrid. Dans un premier temps l'autoroute de l'axe sud-est qui là relie à la M-50 via la M-45 se détache.
- Elle dessert le centre logistique de transport de marchandises de Madrid.
- Ensuite elle croise l'A-4 et elle croise l'A-42.
- Elle croise la R-5 et se fait rejoindre par la M-45 au nord de Leganés jusqu'à enjamber l'A-5.

Secteur Ouest : Entre l'A-5 et l'A-6
- Tronçon qui va relier le corridor Nord-ouest au corridor Sud-ouest. Elle va permettre de relier le nord-ouest au sud est en contourner la région par le sud.
- Elle croise la M-511 à Ventorro del Cano et la M-503 à Pozuelo de Alcorcon.
- Elle finit par se connecter à l'A-6 au nord d'Aravaca.

## Sorties
Départ de Université autonome de Madrid au nord de Madrid (croisement M-40/A-1) dans le sens des aiguilles d'une montre
| Numéro de la sortie | Nom de la sortie | Bifurcation |
| ------------------- | --- | ----------- |
|                     | Madrid-Avenida de Burgos - Université autonome de Madrid San Sebastián de los Reyes - Alcobendas Burgos - Aranda de Duero                                                                                      | A-1         |
|                     | Aéroport international de Madrid-Barajas Terminal T4 M-12 Guadalaraja - Calatayud - Saragosse | R-2         |
|                     | Aéroport international de Madrid-Barajas Terminaux T1, T2 et T3 | M-11        |
| 03                  | Madrid Centre - Madrid-Pinar del Rey Madrid-Calle de Aconcagua - Madrid-Avenida de la Gran Via Hortaleza |             |
| 05                  | Campo de las Naciones - IFEMA |             |
|                     | Aéroport international de Madrid-Barajas Terminal T4 Aéroport international de Madrid-Barajas Terminaux T1, T2 et T3 M-13 Guadalaraja - Calatayud - Saragosse R-2 Alcobendas - Burgos - Aranda de Duero A-1    | M-12        |
|                     | San Fernando de Henares - Coslada - Alcala de Henares Guadalaraja - Saragosse A-2 Toutes Directions M-50 | M-21        |
|                     | Madrid-Avenida de Aragon - Madrid-Avenida de America Aéroport international de Madrid-Barajas Terminaux T1, T2 et T3 M-14                                                                                      | M-14        |
| 09                  | Madrid-Avenida de Arcentales - Stade Olympique de Madrid Coslada | M-201       |
| 10                  | Madrid-Avenida de Canillejas a Vicalvaro - Université Rey Juan Carlos |             |
|                     | Madrid Centre - Madrid-Calle de O'Donnell Arganda del Rey - Cuenca - Valence | M-23 R-3    |
| 12                  | Madrid-Camino Viejo de Vicalvaro |             |
|                     | Madrid Centre - Madrid-Avenida del Mediterraneo Université polytechnique de Madrid - Gare de Madrid-Atocha Vallecas - Vaciamadrid Cuenca - Valence                                                             | A-3         |
| 14                  | Madrid-Avenida de la Albufera Université polytechnique de Madrid - Zone Industrielle Vallecas Sur |             |
|                     | Toutes Directions M-45 M-50 | M-31        |
| 16                  | Vallecas - Parc Forestier de Entrevias |             |
|                     | Centre de Transport de Madrid |             |
|                     | Madrid-Calle de Embajadores - Madrid-Avenida de la Paz Zones Industrielles - Pinto - Valdemoro Cordoue - Séville                                                                                               | A-4         |
| 19                  | Madrid-Avenida de Andalucia - Madrid-Avenida de Cordoba |             |
|                     | Madrid Centre - Madrid-Santa Maria de la Cabeza Getafe - Parla - Tolède | A-42        |
|                     | Mostoles - Fuenlabrada Talavera de la Reina - Badajoz - Portugal Tolède - Alcazar de San Juan AP-41 | R-5         |
|                     | Toutes Directions | M-45        |
| 23                  | Leganés | M-411       |
|                     | Madrid-Paseo de Extramadura - Madrid-Avenida de Portugal Alcorcon - Mostoles - Talavera de la Reina Mérida - Badajoz - Portugal                                                                                | A-5         |
| 25                  | Boadilla del Monte - El Bosque | M-511       |
| 26                  | Pozuelo de Alarcón - Boadilla del Monte | M-413       |
|                     | Pozuelo de Alarcón - Majadahonda - Villanueva de la Cañada | M-503       |
| 28                  | Aravaca |             |
|                     | Madrid-Avenida del Padre Huidobro Université Complutense de Madrid - Université polytechnique de Madrid Las Rozas de Madrid - Guadarrama - Collado Vilalba Avila - Segovie AP-6 Valladolid - Leon - La Corogne | A-6         |
|                     | Toutes Directions | M-30        |
| 31                  | Lacoma - Madrid-Avenida del Monasterio de Silos |             |
|                     | Madrid Centre - Madrid-Avenida de la Ilustracion Tres Cantos - Colmenar Viejo | M-607       |
|                     | Madrid-Avenida de Burgos - Université autonome de Madrid San Sebastián de los Reyes - Alcobendas Burgos - Aranda de Duero                                                                                      | A-1         |